# De vader van Najib
De vader van Najib is een Nederlandse korte film uit 1993, geregisseerd en geschreven door Arend Steenbergen, met acteurs Truus te Selle, Reinier Heidemann en Bart Gabriëlse. De film werd vertoond op het Nederlands Film Festival van dat jaar. Ook werd hij in 1995 uitgezonden op Nederland 3 in de VARA-serie "Nieuwe oogst", een selectie van korte films van debuterende regisseurs.
"De vader van Najib" gaat over een moeder en haar zoon Najib die vluchten naar een land waarvan ze de taal niet spreken. Zijn vader zit in hun thuisland in de gevangenis. Najib kan moeilijk zijn plek vinden en is ongelukkig, totdat op een dag onverwachts zijn vader terug is. 